# Bačkovica
Bačkovica – wieś w Chorwacji, w żupanii bielowarsko-bilogorskiej, w gminie Velika Pisanica. W 2011 roku liczyła 46 mieszkańców.